# Jean-Paul Bastin
Pour les articles homonymes, voir Bastin.
Jean-Paul Bastin, né le 6 avril 1974 à Malmedy, est un homme politique belge, membre du centre démocrate humaniste.
Il est gradué en Commerce Extérieur (Institut Sainte-Marie, Liège) et licencié en Sciences Politiques et Administratives (FUCaM) ; responsable des mandataires locaux au sein du cdH ; responsable marketing et commercial dans une société active dans le multimédia et l'animation.

## Carrière politique
- 2006-2013 : Conseiller provincial de la province de Liège
- 2013-2014 : Député wallon et de la Communauté française en remplacement de Marc Elsen
- 2006-2008 et 2012- : Bourgmestre de Malmedy.